# Verkhniaïa Balkaria
Verkhniaïa Balkaria (en russe : Ве́рхняя Балка́рия, en karatchaï balkar : Огъары Малкъар, Уллу Малкъар) est un village du raïon du Tcherek de la Kabardino-Balkarie, en Russie. Sa population s'élevait à 5 072 habitants en 2023.

## Géographie
Verkhniaïa Balkaria est située dans la république de Kabardino-Balkarie, un sujet de Ciscaucasie de la Russie. Le village se trouve dans le district fédéral du Caucase du Nord. Verkhniaïa Balkaria est l'une des localités du raïon du Tcherek, une subdivision de la république dont le centre administratif est le village de Kachkhataou. Le village forme l'établissement rural de Verkhniaïa Balkaria, une municipalité dont il est la seule localité.

## Démographie
Recensements (*) et estimations de la population,,,,
:
| 2002 * | 2010* | 2021* | 2023  | - |
| ------ | ----- | ----- | ----- | - |
| 3 957  | 4 177 | 5 066 | 5 072 | - |

Selon le recensement de 2002, il y avait 97 % de Balkars sur les 3 957 habitants du village,,,,
.